# チャド・スミス
チャドウィック・ゲイロード・スミス（英: Chadwick Gaylord Smith、1961年10月25日 - ）は、アメリカ合衆国のドラマー。ロックバンド、レッド・ホット・チリ・ペッパーズのメンバーとして知られ、ミュージシャン活動は「チャド・スミス（英: Chad Smith）」の名義で行っている。「ローリング・ストーン誌の選ぶ歴史上最も偉大な100人のドラマー」において87位。

## 経歴
ミネソタ州セントポール出身。レッド・ホット・チリ・ペッパーズ加入以前はデトロイトのToby Reddというバンドでプレイしていた。1989年、ジャック・アイアンズの脱退に伴うオーディションに受かり、4代目のドラマーとしてレッド・ホット・チリ・ペッパーズに加入。その直後にレコーディングされた『Mother's Milk』から、最新作の『The Getaway』まで、全てのアルバムでプレイしている。
チリ・ペッパーズがウッドストック 1994でライブを行った際の電球パフォーマンスの発案者はチャドであり、これがきっかけでバンドのノリに打ち解けていったという。
世界各国でドラムクリニックを行っているほか、サイドプロジェクトのチキンフットでも活動している。メンバーは、元ヴァン・ヘイレンのサミー・ヘイガーとマイケル・アンソニー、そしてジョー・サトリアーニというスーパーグループである。他にもグレン・ヒューズや、ジョン・フルシアンテ、B'zといったミュージシャンのレコーディングへ参加するなど活動は多岐に渡る。

## プレイスタイル
身長191cmという巨漢からなるパワフルな打撃ながらも、グルーヴィーかつ安定感のあるドラミングは、数多くのドラマーに影響を与えている。
デトロイト育ちということもあり、モータウンに影響を受けた。ドラムを始めた頃はモータウンを始め、レッド・ツェッペリン、ブラック・サバス、ジミ・ヘンドリックス・エクスペリエンス、ドアーズ、スライ・アンド・ザ・ファミリー・ストーンなどのレコードに合わせて練習を積んだ。特にジョン・ボーナムとミッチ・ミッチェルからは大きな影響を受けたと語っている。

## 私生活
5児の父である。最初の妻とは1997年に離婚しているが、2004年に建築家の女性と再婚した。2011年現在の妻との間には、2人の息子がいる。
ゴルフとバイクが趣味であり、愛車はハーレーダビッドソン。また、ロサンゼルス・レイカーズの熱狂的なファンである。

## 使用機材
主に、dwのドラムセットおよびハードウェアとセイビアンのシンバル、レモのドラムヘッドを使用。1タム2フロアのシンプルなセットを用いることが多い。スネア・ドラムには特にこだわりがあり、ブラッド・シュガー・セックス・マジックのレコーディングの際にはラディックのパイオニアというモデルのヴィンテージ・スネアドラムを使用している。
シグネチャーモデルとして、パールよりスネアドラム、セイビアンよりシンバル、Vaterよりドラムスティックが市販されている。

## 政治姿勢
2016年アメリカ合衆国大統領選挙では、レッド・ホット・チリ・ペッパーズとして民主党のバーニー・サンダースを支持した。
チャド・スミスは、インタビューで次のように語っている。

## 作品

### レッド・ホット・チリ・ペッパーズ
- Mother's Milk（1989年）
- Blood Sugar Sex Magik（1991年）
- One Hot Minute（1995年）
- Californication（1999年）
- By the Way（2002年）
- Greatest Hits（2003年）
- Live in Hyde Park（2004年）
- Stadium Arcadium（2006年）
- I'm With You（2011年）
- The Getaway（2016年）

### チキンフット
- Chickenfoot（2009年）
- Chickenfoot III（2011年）
- LV（2012年)

### チャド・スミスズ・ボンバスティック・ミートバッツ
- Meet the Meatbats（2009年）
- More Meat（2010年）
- Live Meat And Potatoes（2012年）

### グレン・ヒューズ
- Songs in the Key of Rock（2003年）※1曲に参加
- Soulfully Live in the City of Angels（2004年）
- Soul Mover（2005年）
- Music for the Divine（2006年）
- First Underground Nuclear Kitchen（2008年）
- Resonate（2016年）

### その他
- ジョン・フルシアンテ - Shadows Collide with People（2004年）
- B'z - イチブトゼンブ/DIVE（2009年）
- B'z - MAGIC（2009年）
- サミー・ヘイガー - Sammy Hagar & Friends（2013年）
- ジョー・サトリアーニ - What Happens Next（2018年）
- オジー・オズボーン - Ordinary Man（2020年）

### トリビュート・アルバム
- ディープ・パープル マシン・ヘッド・トリビュート:リ・マシンド（2012年）

## 教則ビデオ
- レッド・ホット・リズム・メソッド (1993年) - VHS、後にDVDで再発。
- イースタン・リム （2008年）- DVD二枚組[4]。